# أيوريق (فولاد لوي الشمالي)
أیوریق (بالفارسية: ایوریق) هي منطقة سكنية تقع في إيران في قسم فولاد لوي الشمالي الريفي. يقدر عدد سكانها بـ 1,463 نسمة .